# Martin Richter (Filmproduzent)
Martin Richter (* 1976 in Offenburg) ist ein deutscher Filmproduzent.

## Leben
Richter stammt aus Offenburg, wo er 1995 sein Abitur am Schiller-Gymnasium absolvierte. Nach einem Praktikum bei Hitradio Ohr folgte eine Ausbildung bei ARRI TV. Später arbeitete er im Bereich der Postproduktion und studierte von 1999 bis 2004 an der Hochschule für Fernsehen und Film München (HFF) Produktion und Medienwissenschaften. Noch während des Studiums gründete im Jahr 2000 gemeinsam mit seinen Kommilitonen Florian Deyle und Hendrik Feil die DRIFE Filmproduktion. 2004 gewann das Trio den Friedrich-Wilhelm-Murnau-Preis für seinen Kurzfilm Die Überraschung.
Im Jahr 2009 erhielt Richter gemeinsam mit Deyle und dessen Bruder Philip Schulz-Deyle den Bayerischen Filmpreis als beste Nachwuchsproduzenten für den Film Waffenstillstand. Die Auszeichnung wurde ihnen am 15. Januar 2010 im Münchner Prinzregententheater überreicht. Der Film war zuvor bereits mit dem Publikumspreis in Zürich, dem Ecumenical Prize in Montréal und den Förderpreis Deutscher Film in Hof ausgezeichnet worden. 2012 war die von Richter produzierte Kömode Eine ganz heiße Nummer nach einer Vorlage von Andrea Sixt in der Kategorie „Film National“ als Beste Komödie für den Bambi nominiert. 2017 wurde die von der Martin Richter Filmproduktion realisierte Tragikomödie Auf Augenhöhe mit dem Deutschen Filmpreis für den Besten Kinderfilm ausgezeichnet.

## Filmografie (Auswahl)
- 2006: Shoppen
- 2009: Waffenstillstand
- 2010: Der letzte schöne Herbsttag
- 2011: Eine ganz heiße Nummer
- 2013: Blutsschwestern – jung, magisch, tödlich
- 2013: Wir sind die Neuen
- 2016: Auf Augenhöhe
- 2016: Radio Heimat
- 2018: Safari – Match Me If You Can
- 2019: Benjamin Blümchen
- 2019: Eine ganz heiße Nummer 2.0
- 2021: Fly